# Oghuz Khaghan
Oghuz Khaghan, anche Oghuz Khan (turco: Oğuz Kağan o Oğuz Han; azero: Oğuz Xaqan o Oğuz Xan; turkmeno: Oguz Kagan o Oguz Han; Asia centrale, ... – ...), è stato un leggendario khagan turkmeno, antenato comune degli Oghuz, una confederazione di tribù turche stanziate principalmente in Asia centrale.
È presente nella mitologia di diversi popoli turchi, come antenato e parte del mito fondativo, e ne hanno narrato le gesta in un gran numero di narrazioni, note sotto il nome collettivo di Oghuzname, narrazioni che a volte si sovrappongono ad altre epopee turche, come ad esempio il Seljukname e il Libro di Dede Korkut. 
La figura di Oghuz Khagan è inoltre messa spesso in relazione con quella di Maodun, imperatore cinese, le cui somiglianze nella biografia, una leggendaria e una storica, sono state notate per la prima volta dal sinologo Iakinf Bičurin.

## Leggenda
Secondo la versione più diffusa della leggenda, Oghuz nacque da Kara Khan, sovrano di una tribù turca dell'Asia centrale, e da sua moglie Ay Khanbikeh, ultimo nato dopo nove fratelli e nove sorelle. Iniziò a parlare il giorno stesso della sua nascita e, dopo essere stato allattato un'unica volta, rifiutò il latte materno per chiedere invece carne e kymyz. Crebbe in modo innaturalmente veloce e dopo soli quaranta giorni raggiunse lo sviluppo psico-fisico di un giovane adulto.  
Al quarantesimo giorno, venne a sapere che le terre di suo padre erano predate dal drago Kiyant. Allora si armò e partì verso la sua tana e, dopo averlo stanato con un'esca, un cervo appena ucciso appeso a un albero, lo colpì con una lancia di bronzo e lo decapitò con una spada d'acciaio. Tornato con le spoglie del drago, venne acclamato come nuovo eroe del popolo. 
Oghuz formò una sua tribù insieme a quaranta figli di quaranta capotribù turchi, con la promessa di riunire un giorno tutte le tribù in un solo popolo. Ma un'altra delle mogli di suo padre, di origini cinesi e madre del primogenito di Kara Khan, lo convinse che Oghuz progettava di detronizzarlo. Così Kara Khan cercò di uccidere Oghuz durante una battuta di caccia, ma il figlio era stato avvertito delle sue intenzioni e fu invece lui a uccidere il padre: si proclamò Khan e scacciò la moglie e il fratellastro in Cina. 
Dopodiché, Oghuz si allontanò da solo nella steppa per pregare Tengri. Lì vide una fanciulla bellissima avvolta dalla luce e decise di farne sua moglie: ebbero tre figli, Gün (il Sole), Ay (la Luna), e Yildiz (le Stelle). Qualche tempo dopo, durante una caccia, vide una fanciulla ancor più bella sulla cima di un albero e sposò anche lei. Ebbero altri tre figli: Kok/Gök (il Cielo), Tagh/Dağ (le Montagne), e Tengiz/Deniz (il Mare). 
Nati i suoi figli, Oghuz riunì sotto di sé le tribù turche e indisse una toy (riunione) a cui invitò tutti i suoi bey e disse loro:
Io sono il vostro Khan e ordino: prendiamo spade e scudi, Kut sarà il nostro segno, il lupo grigio il nostro urano. Le nostre lancie saranno una foresta di ferro, Khulan camminerà con noi durante la caccia per più mari e fiumi. Il sole sarà la nostra bandiera e il cielo la nostra tenda.
Quindi inviò quattro lettere ai Re dei Quattro Angoli del Mondo, con scritto: "Io sono il Khan dei Turchi e sarò il Khan dei Quattro Angoli del Mondo. Voglio la vostra obbedienza".
Altun, Khan d'Oro dell'Est, si sottomise, mentre Urum, Khan dell'Ovest, no. Oghuz allora condusse il suo esercito a Occidente per affrontarlo. La notte prima della battaglia, Oghuz sognò un lupo grigio avvolto da un alone di luce, avatar di Tengri, che entrava nella sua tenda, dicendogli che il giorno dopo avrebbe corso davanti al suo esercito contro Urum. Guidati dal lupo del cielo, Oghuz trionfò su Urum lungo il corso del Volga e successivamente, coi suoi sei figli e il favore di Tengri, combatté in Turkistan, India, Iran, Egitto, Iraq e Siria, sottomettendo i Khan del Nord e del Sud e divenendo il signore unico dei Quattro Angoli del Mondo. Assunse quindi il titolo di Khaghan, ovvero Khan dei Khan. 
In vecchiaia, Oghuz chiamò i suoi sei figli, ciascuno dei quali aveva a sua volta quattro figli, e mando i primi tre a est, dove trovarono tre archi d'oro; e gli ultimi tre a ovest, dove trovarono tre frecce d'argento. Tornati al cospetto del padre, lui gli benedisse e divise fra loro il suo impero:
Figli miei, ho camminato molto; ho visto molte battaglie; ho lanciato molte frecce e lance; ho cavalcato molti cavalli; ho fatto piangere i miei nemici; ho fatto sorridere i miei amici; ho pagato il mio debito con Tengri.
Ora vi dono la mia terra.

## Critica storica
Nei secoli, sono stati fatti diversi tentativi di dare una datazione alle gesta di Oghuz. 
Secondo Abu al-Ghazi Bahadur (inizio XVII secolo), Oghuz visse 4.000 anni prima di Maometto ed era contemporaneo di Keyumars. Jean Bailly, studioso francese del XVIII secolo, datò le sue vicende al XXIX secolo a.C., mentre i suoi contemporanei russi Rychkov e Tumanovich al VII secolo a.C. L'enciclopedia di Diderot scrive che Oghuz visse "molto prima" di Ciro II. 
Il geografo svedese Philip Johan von Strahlenberg (XVII secolo), basandosi su fonti di Diodoro Siculo, scrisse che Oghuz era il capo di una coalizione scita che guidò alla conquista dell'Europa medio e sudorientale, e che era l'equivalente orientale di Alessandro Magno e Cesare. 
Nel XVIII secolo, Iakinf Bičurin noto che la biografia di Oghuz come scritta nelle fonti turco persiane (Abu al-Ghazi Bahadur, Rashid al-Din, Hondemir) era parallela a quella dell'imperatore cinese Maodun, dalla faida padre-figlio con conseguente parricidio fino alla sequenza geografica delle conquiste.

## Popoli che dichiaravano di discendere da Oghuz Khaghan
Molti popoli turchi e turkmeni dichiarano di discendere da Oghuz Khaghan tramite le varie tribù della confederazione Oghuz. Le varie tribù e i loro rami erano classificate in un ordine gerarchico basato su quello dei sei figli e dei ventiquattro nipoti di Oghuz Khaghan, e non era raro che dinastie turche si ribellassero o reclamassero la sovranità e/o la legittimità col pretesto di discendere da un ramo Oghuz di rango superiore rispetto ai loro rivali.  

### Selgiuchidi
I selgiuchidi dichiaravano di discendere dalla tribù Kinik, che nel IX secolo si stabilì a nord del Mar Caspio e del Lago Aral, sotto la guida di uno Yabghu che faceva capo al Khanato Oghuz. Nell'XI secolo, si dichiararono indipendenti e fondarono il Grande Impero Selgiuchide, i cui primi sovrani furono Toghrul Beg e Chaghri Beg. 

### Corasmi
I corasmi (anche Anushteginidi), che governarono in Asia centrale dal 1077 al 1231, sotto la guida del Khwarazmshahs, dichiaravano di discendere dalla tribù Begdili. 
La loro dinastia fu fondata da Anush Tigin Gharchai, ex schiavo selgiuchide divenuto governatore di Khwarezm (Corasmia); e da suo figlio Qutb ad-Din Muhammad I, primo Shah ereditario di Corasmia. 

### Kara Koyunlu
I Kara Koyunlu affermavano di discendere dalla tribù Yiva. 

### Ak Koyunlu
Gli Ak Koyunlu affermavano di discendere da Bayindir Khan, un diretto discendente di Oghuz Khaghan tramite un suo nipote e fondatore dell'omonima tribù. 

### Ottomani
Gli ottomani affermavano di discendere dalla tribù Kayi tramite Ertuğrul, padre del primo sultano Osman I. Ertuğrul, bey della tribù, sarebbe stato inoltre diretto discendente del figlio maggiore del primogenito di Oghuz Khaghan, una discendenza che dava agli ottomani un primato fra i governanti turchi anatolici. 
Alcune genealogie si spinsero oltre, inventando la figura di Süleyman Shah come padre di Ertuğrul, il quale sarebbe stato, oltre che bey dei Kayi, anche discendente dei selgiuchidi, legittimando doppiamente il dominio ottomano. 
Tale discendenza era parte fondamentale del mito fondativo ottomano e fu usata come strumento di propaganda diverse volte nel corso dei secoli, ad esempio da Bayezid I contro Tamerlano, che era solito denigrare le origini degli ottomani; e da Cem, pretendente al trono contro suo fratello Bayezid II, come espediente retorico per raccogliere truppe.

## Eredità
Oghuz Khaghan è onorato come eroe nazionale in diversi paesi dell'Asia minore e centrale, dove Oghuz e Oghuzhan sono nomi maschili molto comuni. 
In Turkmenistan, Oghuz compare sulla banconota da 100 manat, e gli è dedicato il distretto di Oghuz nella provincia di Mary e l'aeroporto Oghuz Khan di Ashgabat. 
Altri distretti a suo nome si trovano in Azerbaigian (distretto di Oğuz) e in Turchia (distretto di Oğuzeli e di Oğuzlar).